# Nils Åberg
Nils Åberg (ur. 24 lipca 1888 w Norrköping, zm. 28 lutego 1957 w Uppsali) – szwedzki archeolog. 
Maturę zdał w 1907 roku w Norrköping, potem rozpoczął studia w Uppsali. Ukończył je w 1912 roku, 3 lata później został docentem historii skandynawskiej i historii porównawczej na uniwersytecie w Uppsali. Jego mentorem był Oscar Montelius. W 1928 roku związał się z uniwersytetem w Sztokholmie, od 1940 był jego profesorem. 
Wypracował autorską metodę badań archeologicznych (tzw. metodę typologiczną). Badał sztukę Skandynawii z okresu wędrówek ludów i wczesnego średniowiecza.

## Publikacje
- Zur Entstehung der Keramik vom Schönfelder Typus. Gebauer-Schwetschke, Halle/Saale (1916).
- Das nordische Kulturgebiet in Mitteleuropa während der jüngeren Steinzeit. Uppsala (1918).
- Studien über die Schönfelder Keramik, die schwedische "Bandkeramik" und die jütländische Obergrabkeramik w: Georg Wilke, Archäologie und Indogermanenproblem. Gebauer-Schwetschke, Halle/Saale 1918.
- z Gustafem Kossinną, Die Typologie der nordischen Streitäxte. Curt Kabitzsch Verlag, Würzburg 1918.
- Bronzezeitliche und früheisenzeitliche Chronologie T. 1-5, Akademie Verlag Stockholm 1930-1935.